# Culture de Sintachta
Objets typiques
Métallurgie du bronze
La culture de Sintachta, également connue sous le nom de culture Sintachta-Petrovka, ou bien culture Sintachta-Arkaïm, est une culture archéologique du début de l'Âge du bronze du nord de la steppe eurasienne, sur les piémonts sud de l'Oural, en Russie. Elle s'étend d'environ 2100 à 1800 av. J.-C..

## Historique
En raison de la difficulté d'identifier les restes des sites Sintachta existants sous les restes de cultures ultérieures qui se sont établies sur les mêmes sites, la culture n'a été que récemment distinguée de la culture d'Andronovo. Elle est maintenant reconnue comme une entité séparée faisant partie de « l'horizon Andronovo ».

## Chronologie
La culture de Sintachta semble dériver de la culture d'Abachevo, établie au nord-ouest, et de la culture de Poltavka, située à l'ouest. Elle est suivie par la culture d'Andronovo dans toute l'Asie centrale, et par la culture Sroubna à l'ouest.

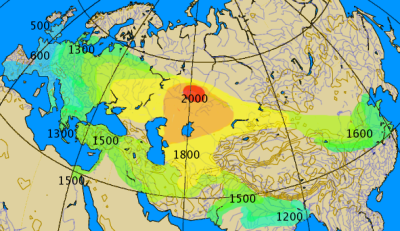
Expansion des chars de combat rapides (à deux roues à rayons) en Eurasie, à partir des cultures de Sintachta puis d'Andronovo.

## Chars de combat
Les plus anciens chars de combat légers (avec deux roues à rayons) ont été trouvés dans les tombes de Sintachta, et cette culture est considérée comme une candidate sérieuse pour l'origine de cette technologie, laquelle s'est répandue à travers toute l'Eurasie et a joué un rôle important dans les guerres antiques.
Ainsi, la première preuve incontestée de traction par des chevaux remonte à environ 2000 av. J.-C. sur le site de Sintachta, où des sépultures élaborées de chars à chevaux ont été trouvées dans les kourganes de l'âge du bronze moyen et tardif. Les charriots de l'âge du bronze antérieurs, tels que ceux associés aux cultures tardives de Maïkop, Yamna et de la culture des catacombes, avaient été tirés par des bœufs.

## Métallurgie
Les établissements de Sintachta sont aussi remarquables pour l'intensité de l'extraction du cuivre et de la métallurgie du bronze qui y étaient réalisées, ce qui est inhabituel pour une culture des steppes.
L'économie de Sintachta tournait autour de la métallurgie du cuivre. Le minerai de cuivre des mines voisines (telles que Vorovskaya Yama) était transporté vers les colonies de Sintachta pour être transformé en cuivre et en bronze arsénié. Cela s'est produit à une échelle industrielle : tous les bâtiments mis au jour sur les sites de Sintachta, Arkaim et Ust'e contenaient les restes de fours de fusion et de scories.
Une grande partie du métal de Sintachta était destinée à l'exportation vers les villes du complexe archéologique bactro-margien (BMAC), dans le sud de l'Asie centrale. Le commerce des métaux entre Sintachta et le BMAC a pour la première fois relié indirectement la région de la steppe aux anciennes civilisations urbaines du Moyen-Orient : les empires et les cités-États d'Iran et de Mésopotamie ont fourni un marché presque illimité pour les métaux. Ces routes commerciales sont devenues plus tard le moyen par lequel les chevaux, les chars et, finalement, les personnes de langue indo-iranienne sont entrés au Moyen-Orient depuis la steppe.

## Principaux sites
Les principaux sites archéologiques répertoriés sont :
- Sintachta ;
- Site de Petrovka (en) ;
- Arkaïm.

Site archéologique d'Arkaïm
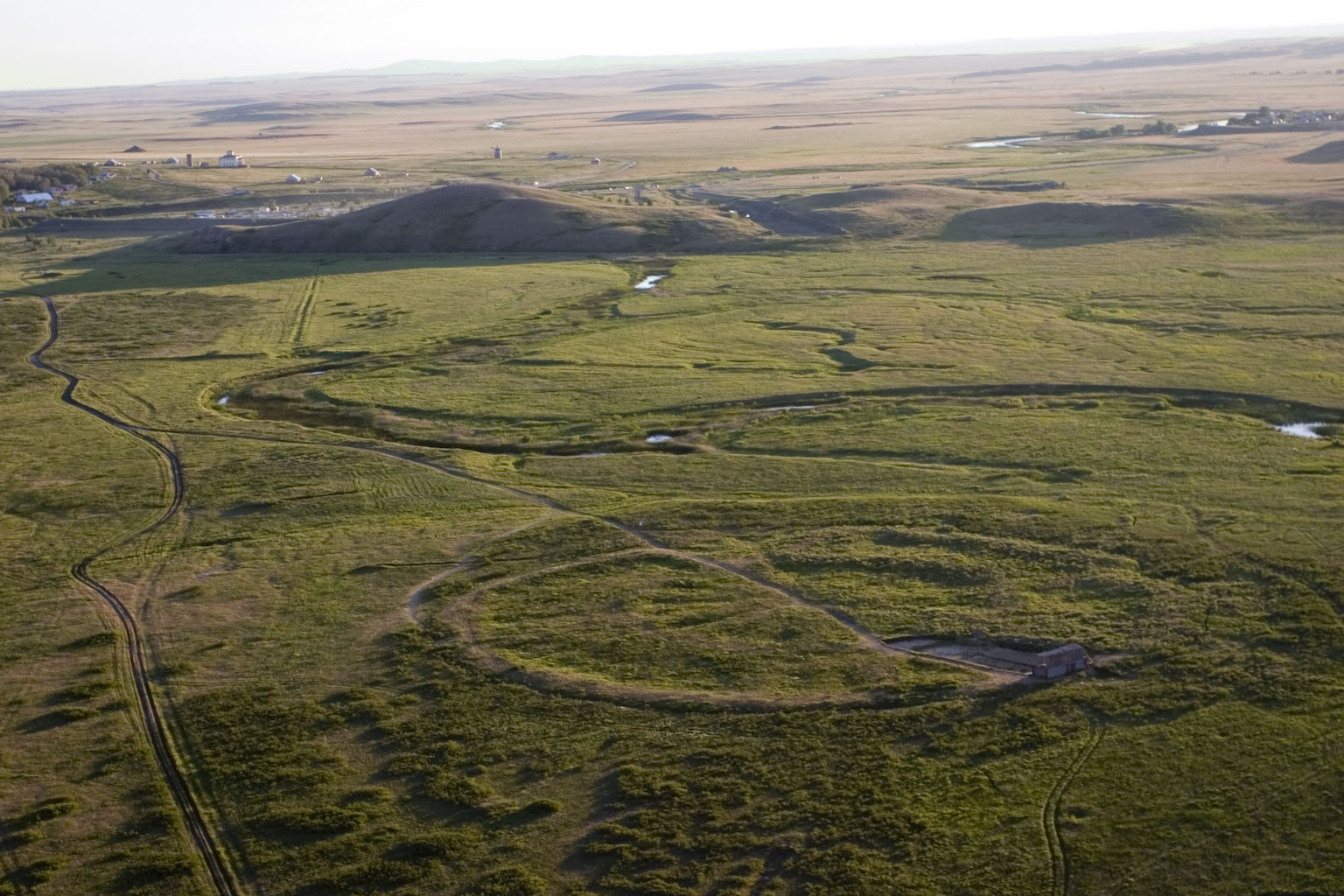
Vue du site d'Arkaim et du paysage environnant.
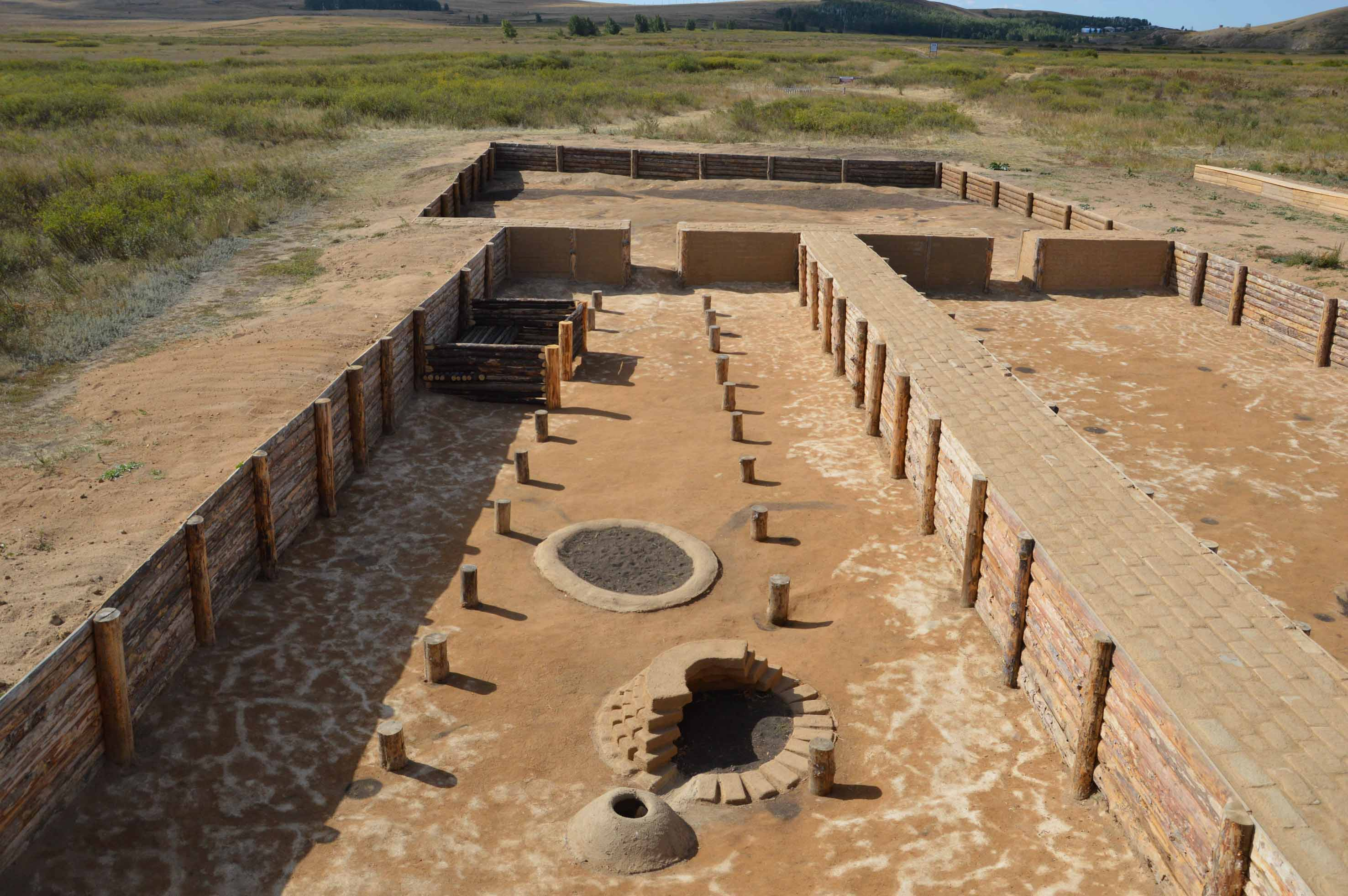
Excavation et reconstruction partielle du bâtiment.
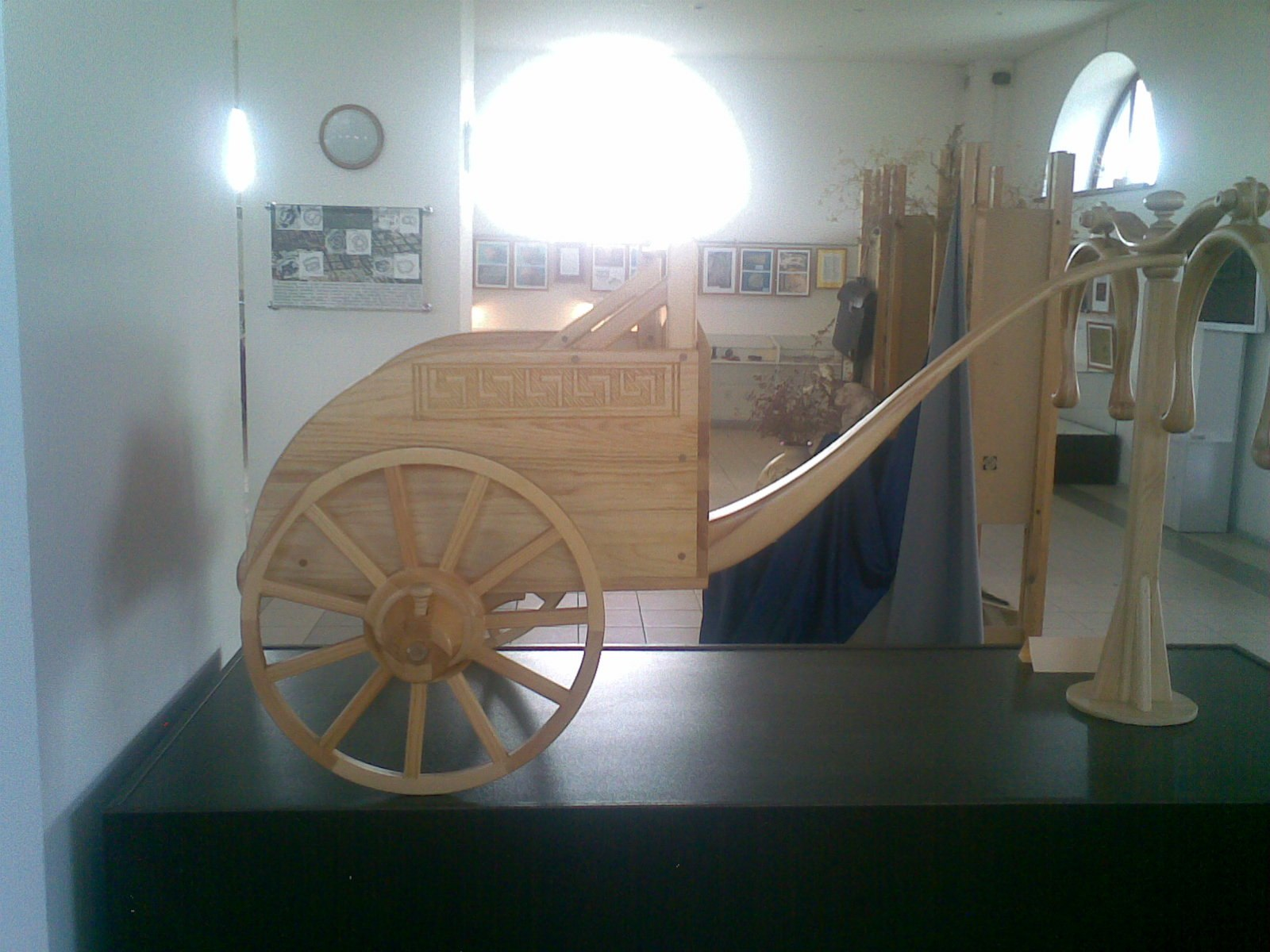
Modèle de char, musée d'Arkaim.

## Génétique

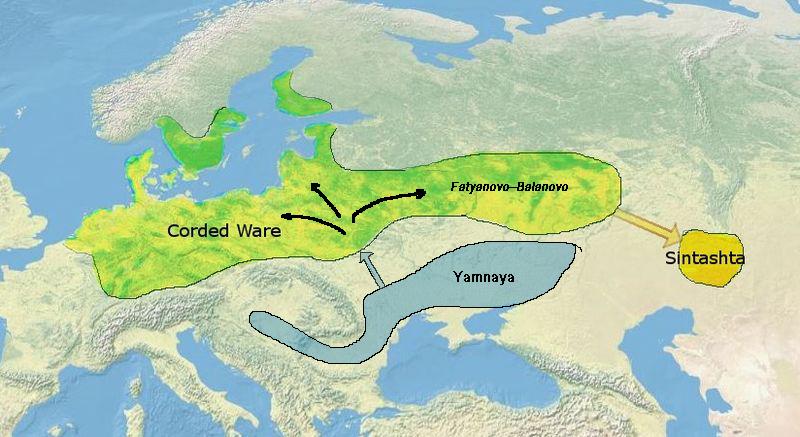
Selon Allentoft (2015), la culture de Sintachta dérive probablement de la culture de la céramique cordée.

En 2015, une vaste étude fondée sur l'ADN autosomal des anciennes populations eurasiennes a révélé une relation génétique étroite entre les peuples de la culture de la céramique cordée et de la culture Sintachta, ce qui pourrait signifier que la culture « Sintachta dérive directement d'une migration vers l'est de la céramique cordée. » Les individus Sintachta et les individus de la céramique cordée avaient tous deux une proportion d'ascendance relativement plus élevée provenant d'Europe centrale, et tous deux différaient légèrement dans cette ascendance de la population de la culture Yamna et de la plupart des individus de la culture de Poltavka, qui ont précédé Sintachta un peu plus à l'Ouest. Ces résultats suggèrent que la culture de Sintachta ne provient pas directement de la culture Yamna, mais, dans le cadre d'une seconde vague de migrations indo-européennes au début de l'Âge du bronze depuis l'Europe centrale vers l'Asie, serait à l'origine de la branche des langues indo-iraniennes.
Une étude publiée en 2019 confirme ces analyses. Elle montre une prédominance de l'haplogroupe R1a (18/30), puis R1b (5/30) chez les hommes. La majorité des échantillons d'ADN mitochondrial appartenaient à divers sous-clades de l'haplogroupe U, notamment les sous-clades U2 et U5.
L'étude Allentoft de 2015 montre que la culture d'Andronovo et celle des Scythes descendent de la culture de Sintachta et indique qu'il y avait durant l'Âge du bronze un continuum génétique et ethnoculturel depuis l'Europe centrale jusqu'à l'Altaï.

## Identité ethnique et linguistique proto-indo-iranienne
Les populations de la culture de Sintachta auraient parlé le proto-indo-iranien, l'ancêtre de la famille des langues indo-iraniennes. Cette identification est basée principalement sur les similitudes entre les sections du Rig-Véda, un texte religieux indien qui inclut d'anciens hymnes indo-iraniens enregistrés en sanskrit védique, avec les rituels funéraires de la culture de Sintachta, tels que révélés par l'archéologie.
Il existe des preuves linguistiques de l'interaction entre les langues finno-ougriennes et indo-iraniennes, montrant les influences indo-iraniennes dans la culture finno-ougrienne. Depuis le Sud de l'Oural les langues indo-iraniennes ont migré avec les Indo-Iraniens en Anatolie, en Inde et en Iran. À partir du IXe siècle av. J.-C., les langues iraniennes ont également migré vers l'ouest avec les Scythes dans la steppe pontique, d'où étaient originaires les premiers Indo-Européens.